# Christoph von Esleve
Christoph von Esleve (auch Elsleben, Eilsleben, Esleven, Eßleben) (* 12. März 1580; † 7. September 1646 in Kemnade) war zunächst als Benediktiner in Corvey Propst von Obermarsberg und Kemnade. Nach seiner Konversion zum Protestantismus wurde er Oberst und kurzzeitig Statthalter im Eichsfeld.

## Leben
Er war Sohn von Diedrich von Esleve zu Bremscheid aus dem Adelsgeschlecht Esleve und der Margarethe (geb. Rumpff). 
Esleve trat in das Benediktinerkloster Corvey ein. Als sein Vater wegen falscher Hexereianschuldigungen angeklagt wurde, hat er diesen mit seinem Rat unterstützt. Seit 1610 war er Propst der Propstei Obermarsberg. Dort führte er offenbar ein sehr weltliches Leben. So hatte er immer dreizehn Rösser im Stall. Die Schulden des Stifts stiegen auf 8000 Taler an. Er neigte schon zu dieser Zeit dem Luthertum zu. Weil er die Politik der Gegenreformation von Kurfürst Ernst von Bayern und dessen Nachfolger nicht unterstützte, wurden 1617 Jesuiten nach Marsberg entsandt. Bereits 1615 hatte der Landdrost Kaspar von Fürstenberg dem Kurfürsten Ferdinand vorgeschlagen, Esleve als Schuldenmacher in Marsberg abzulösen. Esleve wurde 1617 als Propst des seit 1593 wieder zu Corvey gehörenden Klosters Kemnade genannt. 
Im Jahr 1620 trat der Propst offiziell zum Luthertum über und heiratete Margarethe von Stockhausen. Mit dieser hatte er sieben Kinder. Damit endet die Geschichte des Konvents in Kemnade. Esleve war zu dieser Zeit braunschweigischer Oberst und nannte sich Ritter von Kemnade. Für Aufwendungen im Braunschweiger Dienst verlangte und erhielt er von Herzog Friedrich Ulrich von Braunschweig als Entschädigung den Besitz Kemnade als Pfand übertragen.
Während des Dreißigjährigen Krieges war er als Obrist seines Kavallerieregiments 1632 an der Einnahme von Dingelstädt beteiligt. Im selben Jahr wurde er im Namen von Gustav Adolf II. und Wilhelm IV. von Alexander Erskein zum Statthalter des Eichsfeldes ernannt. Kurze Zeit später musste er sich vor dem anrückenden kaiserlichen General Gottfried Heinrich zu Pappenheim zurückziehen. Bereits im November des Jahres kehrte er in das Eichsfeld zurück und trieb dort Kontributionen ein. Außerdem versuchte er den Anspruch von Herzog Wilhelm auf das Land zu verteidigen. Letzterer behauptete, dass Gustav Adolf ihm das bisherige Gebiet der Erzbischöfe von Mainz übertragen hätte. Esleve hatte seinen Einsatz teilweise mit eigenen Mitteln finanziert. Durch den Einbehalt von Kontributionen, Vorräten und Gefällen aus dem Eichsfeld wurde er entschädigt. Allerdings kam es zu weiteren Konflikten mit dem Dienstherren und Esleve erhielt im November 1633 seine Entlassung. 
Bezüglich des Besitzes von Kemnade klagte Corvey vor dem Reichskammergericht. Im Jahr 1627 ging der Besitz durch die Truppen des kaiserlichen Feldherrn Tilly zeitweise verloren. Später kehrte die Familie nach Kemnade zurück. Es kam 1633 zu einem Vergleich zwischen Esleve und Corvey. Danach durfte er bis zu seinem Tod den Besitz behalten. Der Besitz war auch Gegenstand bei den Verhandlungen zum Westfälischen Frieden. Nach seinem Tod blieb er als Pachtgut im Besitz seiner Witwe. Nach ihrem Tod 1656 fiel es an Braunschweig zurück, auch wenn Corvey diesen Besitz weiter beanspruchte. Er und seine Familie wurden im Querhaus der Klosterkirche von Kemnade bestattet. Das Grabgewölbe ging 1724 an die Familie von Münchhausen über.

## Quelle
- Johann Gottfried von Meiern: Acta Pacis Westphalicae publica, oder Westfälische Friedens-Handlungen und Geschichte. Sechster Teil. 1736 Digitalisat